# 김종식 (1935년)
김종식(金鍾植, 1935년 1월 10일 ~ 2009년 6월 21일)은 대한민국의 정치인이다.
자는 죽담(竹潭), 호는 호암(虎岩)이다. 본관은 순천(順天)이다. 충청남도 천안에서 태어났다.

## 약력
- 직산초등학교 졸업
- 용산중학교 졸업
- 용산고등학교 졸업
- 램버스 대학교 졸업
- 남가주 대학교 대학원 수료
- LA성서신학대학원(명예철학박사)
- 서울대학교 행정대학원 국가정책과정 수료
- 미남가주 총유학생회 회장
- 1967년~1974년 한국화약 주식회사 LA지사장
- 대한 공론사 코리아 해럴드 LA지사장
- 미남가주지방 한인회 총회장
- 미(사단법인)한국어 방송 사장
- 순천김씨 중앙종친회 회장
- 제13대 국회의원

## 가족 관계
- 아버지: 김재민(金在民) - 별세
- 어머니: 오명철(吳明哲) - 별세
  - 형님: 김종철(金鍾哲, 1920년 11월 7일 ~ 1986년 11월 4일) - 한화그룹 창업자, 前 국회의원
  - 형수: 유성은(劉成恩, 1922년 1월 13일 ~ )
  - 형님: 김종희(金鍾喜, 1922년 11월 12일 ~ 1981년 7월 23일) - 한화그룹 창업자
  - 형수: 강태연(姜泰年)
  - 누님: 김종숙(金鍾淑)
  - 매형: 김영일(金泳一)
  - 배우자: 문영숙(文永淑)
  - 장남: 김정연
  - 차남: 김도연
  - 삼남: 김원필
  - 장녀: 김서연

## 역대 선거 결과
|  | 9.42% |

|  | 48.21% |

|  | 15.32% |